# Sheridan Downey
Sheridan Downey (Laramie, 11 de março de 1984 – San Francisco, 25 de outubro de 1961) foi um advogado e político norte-americano. Membro do Partido Democrata, Downey ocupou o cargo de Senador pela Califórnia de 1939 até 1950.
Downey era filho de Evangeline Victoria Owen e Stephen Wheeler Downey. Foi educado em escolas públicas e graduou-se pela Universidade de Wyoming em Laramie em 1907 e pela Faculdade de Direito da Universidade de Michigan em Ann Arbor. Em seguida, retornou a Laramie para exercer a advocacia e, em 1908, foi eleito, como republicano, procurador distrital do Condado de Albany. Em 1910 casou-se com Helen Symons, com quem teve cinco filhos.
Em 1913, Downey mudou-se para Sacramento, Califórnia, e continuou exercendo advocacia com um irmão. Durante seus primeiros anos na Califórnia, dedicou a maior parte de seu tempo e energia ao direito e vários interesses imobiliários. Em 1924, apoiou Robert La Follette para a Presidência e, em 1932, se tornou um democrata e fez campanha pela eleição de Franklin D. Roosevelt. Em 1934, concorreu a Vice-Governador na chapa de Upton Sinclair, mas ambos acabaram sendo derrotados.
Em 1938, foi eleito Senador pela Califórnia. Embora tenha sido considerado um liberal, enquanto Senador Downey tornou-se um democrata conservador que ganhou o apoio dos principais interesses petrolíferos da Califórnia. No Senado, também apresentou uma série de projetos de lei sobre pensão, pediu a criação de um comitê para investigar o status dos negros e outras minorias nas forças armadas durante a Segunda Guerra Mundial, defendeu as Nações Unidas no pós-guerra, o controle internacional da energia atômica, o aumento dos benefícios dos veteranos e os aumentos de salários federais. Em março de 1950, anunciou sua aposentadoria do Senado, sendo sucedido pelo republicano Richard Nixon.
Depois de deixar o Senado, Downey exerceu a advogacia em Washington, D.C., até sua morte em San Francisco em 1961. Também atuou como lobista representando a cidade de Long Beach. Após sua morte, o corpo de Downey, obedecendo a seu desejo, foi doado para o Centro Médico da Universidade da Califórnia em San Francisco.